# Konisi Jukinaga
Konisi Jukinaga (小西 行長 (Konishi Yukinaga)) (1555 – 1600. november 6., keresztségben kapott nevén Agostinho (Ágoston portugál neve)) japán daimjó Tojotomi Hidejosi alatt. Apja egy gazdag szakai kereskedő, Konisi Rjúsza. 1583-ban katolizált, s mint „Dom Agostinho” a jezsuita misszionáriusok legmegbízhatóbb informátora és támasza lett.
A kjúsúi invázió alatt 1587-ben ő vezette a Higo tartománybeli felkelést, majd később elnyerte azt hűbérbirtokként. Jukinaga vezette Hidejosi előseregét a hét évig tartó koreai japán invázió alatt (koreaiul az imdzsini háború). Bevette Puszant és Szöult, illetve megvédte Phenjant a koreai ellentámadás alatt. Ezt követően hűbéresével, Naitó Jukujaszu szintén megkeresztelt szamurájjal béketárgyalásokat vezetett a Ming-követekkel.
A fegyverszünet érdekében hamis megadási tárgyalásokat folytatott Kínával, noha a két ország egyenlő tárgyalópartner volt. Később a Mingek tárgyalóköveteket küldtek Japánba, mellyel Hidejosit sóguni pozícióba akarták emelni. Ez a lépés feldühítette Hidejosit, és átlátta Jukinaga korábbi diplomáciai lépéseinek célját. Hűtlensége ellenére Jukinagát Kató Kijomasza daimjó ismét hadseregparancsnoki beosztásba rendelte Korea második inváziója idején (1597–1598). Tizennégyezer japán katonával megvédte a szuncseoni japán kastélyt, noha utánpótlás és erősítés nélkül maradt a norjangi csata alatti Simazu-flotta elvesztése miatt. A kínai Ming és a koreai Dzsoszon szövetségi erők sikeres tengeri ütközetét követően az összes japán inváziós erőt kivonták a félszigetről.
Hidejosi halála után csatlakozott Isida Micunari oldalához a szekigaharai csata idején, azonban vereséget szenvedtek Tokugava Iejaszu erőivel szemben. Az Ibuki hegyre menekült, de Takenaka Sigekado erői elfogták. Mivel keresztény daimjó volt, megtagadta a rituális öngyilkosságot, ezért 1600. november 6-án kivégezték.

## Fordítás
- Ez a szócikk részben vagy egészben  a   Konishi Yukinaga című angol Wikipédia-szócikk ezen változatának fordításán alapul.  Az eredeti cikk szerkesztőit annak laptörténete sorolja fel. Ez a jelzés csupán a megfogalmazás eredetét és a szerzői jogokat jelzi, nem szolgál a cikkben szereplő információk forrásmegjelöléseként.